# Spercheios (Flussgott)
Spercheios (altgriechisch Σπερχειός Spercheiós) ist in der griechischen Mythologie der Gott des gleichnamigen Flusses.
Er war angeblich ein Sohn der Urgottheiten Okeanos und Gaia (Meer und Erde), doch stützt sich diese Angabe auf keine antiken Quellen. Peleus opferte ihm das Haupthaar seines Sohnes Achilleus, um dessen wohlbehaltene Rückkehr aus Troja zu sichern. Mit Peleus’ Tochter Polydora zeugte Spercheios den Menesthios; Polydoras Gatte Boros erkannte den Sprössling als seinen eigenen an.
Je nach Legende gebar eine andere Polydora (die Danaide) dem Flussgott Dryops, den Namensgeber der Dryoper.
Als weitere Söhne des Spercheios werden Phthios und Lycetus genannt. Von letzterem berichtet Ovid, dass Perseus ihn bei der Hochzeit mit Andromeda tötete. Hier zeigt sich eine Parallele zur Erzählung von der Hochzeit des Peirithoos, wo dieser einen Kentauren namens Lycetus erschlug.